# 山口百恵 激写/篠山紀信
『山口百恵 激写／篠山紀信』（やまぐちももえ げきしゃ しのやまきしん）は山口百恵の映像作品。1980年7月にCBS・ソニーからリリースされた。

## 解説
1979年3月30日に放送された『NHK特集 山口百恵 激写／篠山紀信』を商品化。
映像は、デビュー当時から百恵を撮り続けていた篠山紀信が、番組のために新たに撮影したものを含む千数百枚の中から抜粋したスチール写真だけで構成されている。
曲はアルバム『A Face in a Vision』を軸にしている。「マホガニー・モーニング」のボーカルはアルバムとは別テイク。
写真だけで構成された番組をNHK総合夜8時台に放送するということは、当時としては画期的なことであった。
1991年12月17日の『NHK-BS 山口百恵特集』で再放送された後、2001年10月17日と12月23日に『NHKアーカイブス』において再び放送された。
1980年にビデオ化された際は、語りでも登場している桜田淳子が写っている写真はすべてカットされたほか、イヴァ・ザニッキの歌「心遙かにTestarda Io (La Mia Solitudine)」は「娘たち」と「さよならの向う側」に差し替えられていた。
2004年のDVD化で、ようやくノーカット完全版が復刻された。

## 収録曲
| #   | タイトル                                   | 作詞 | 作曲・編曲 |
| --- | ------------------------------------------ | ---- | ---------- |
| 1.  | 「プロローグ／マホガニー・モーニング」     |      |            |
| 2.  | 「幼年時代のアルバムから（ナレーション）」 |      |            |
| 3.  | 「愛の行方」                               |      |            |
| 4.  | 「CHALLENGE 3,400m走」                     |      |            |
| 5.  | 「娘たち」                                 |      |            |
| 6.  | 「さよならの向う側」                       |      |            |
| 7.  | 「百恵の日用品／喰べられてしまった獏」     |      |            |
| 8.  | 「横須賀ストーリー」                       |      |            |
| 9.  | 「プレイバックPart2」                      |      |            |
| 10. | 「夜へ…」                                  |      |            |

| #   | タイトル                                              | 作詞 | 作曲・編曲 | 使用曲目                                                            |
| --- | ----------------------------------------------------- | ---- | ---------- | ------------------------------------------------------------------- |
| 1.  | 「オープニング」                                      |      |            | 「マホガニー・モーニング (Inst.)」                                  |
| 2.  | 「暑い日 14才」                                       |      |            |                                                                     |
| 3.  | 「15才 高校1年」                                      |      |            | 「マホガニー・モーニング」                                          |
| 4.  | 「語り（1）」(語り：山口百恵)                         |      |            |                                                                     |
| 5.  | 「あのころの私 そして友達」(語り：山口百恵、桜田淳子) |      |            | 「愛の行方 (Inst.)」                                                |
| 6.  | 「ハワイにて 15才」                                   |      |            | 「禁じられた遊び」                                                  |
| 7.  | 「声」(語り：野坂昭如)                                |      |            |                                                                     |
| 8.  | 「東宮御所一周」(語り：山口百恵)                      |      |            |                                                                     |
| 9.  | 「官能」                                              |      |            | 「心遙かにTestarda Io (La Mia Solitudine)」（歌：イヴァ・ザニッキ） |
| 10. | 「百恵の日用品」                                      |      |            | 「喰べられてしまった獏」                                            |
| 11. | 「夜明け」                                            |      |            | 「マホガニー・モーニング (Inst.)」                                  |
| 12. | 「"横須賀ストーリー"」                                |      |            | 「横須賀ストーリー」                                                |
| 13. | 「語り（2）」(語り：山口百恵)                         |      |            |                                                                     |
| 14. | 「"プレイバックPart2"」                               |      |            | 「プレイバックPart2」                                               |
| 15. | 「海辺で」                                            |      |            |                                                                     |
| 16. | 「"夜へ…"」                                           |      |            | 「夜へ…」                                                           |
| 17. | 「エンディング」                                      |      |            | 「マホガニー・モーニング (Inst.)」                                  |

## リリース履歴
| 発売日         | リリース    | 規格 | 品番     |
| -------------- | ----------- | ---- | -------- |
| 1980年7月      | CBS・ソニー | VHS  | FVLA2    |
| 1980年7月      | CBS・ソニー | βII  | FXLA2    |
| 1984年12月1日  | CBS・ソニー | VHS  | 96ZM3011 |
| 1984年12月1日  | CBS・ソニー | βII  | 96QM3011 |
| 1984年12月21日 | CBS・ソニー | LD   | 78LM32   |
| 1984年12月21日 | CBS・ソニー | VHD  | 78VM32   |
| 2004年6月23日  | CBS・ソニー | DVD  | MHBL10   |

## 関連作品
- A Face in a Vision